# Frances Oldham Kelsey
Frances Kathleen Oldham Kelsey (24 de juliol de 1914 — 7 d'agost de 2015) fou una farmacòloga i doctora en medicina canadenca, coneguda per ser la supervisora de la Food and Drug Administration (FDA) que entre els anys de 1960 i 1961 es va negar a autoritzar l'eixida al mercat del fàrmac talidomida en els Estats Units, ja que estava preocupada sobre la seua seguretat. Els seus temors van demostrar estar justificats quan mesos més tard es va comprovar que el medicament va causar greus defectes congènits en més de 10 000 xiquets, en 46 països.
Com a resultat del seu bloqueig a l'aprovació de la talidomida, el president John F. Kennedy li va atorgar el President's Award for Distinguished Federal Civilian Service, màxim guardó honorífic concedit pel govern nord-americà a un empleat civil, esdevenint la segona dona en rebre aquest guardó. Durant el transcurs de la seva carrera també va participar en l'aprovació i aplicació de lleis per reforçar la supervisió i control de la FDA sobre els productes farmacèutics.

## Biografia

### Vida primerenca i educació
Frances va néixer a Cobble Hill, a l'illa de Vancouver, Colúmbia Britànica, es va graduar de l'escola secundària als 15 anys i posteriorment es va matricular a la Universitat McGill. Allí va aconseguir el títol de Bachelor of Science (1934) i un mestratge (1935) en Farmacologia. Per insistència i motivació del seu professor va escriure al doctor Geiling, un notable investigador que començava a formar el Departament de Farmacologia de la Universitat de Chicago, sol·licitant una posició per fer treball de postgrau, aquest va suposar que Frances era home, ella va acceptar la posició sense aclarir prèviament el seu sexe, començant a treballar el 1936.
Durant el seu segon any de feina, Geiling va ser contractada per la FDA per investigar nombroses morts inusuals relacionades amb el elixir sulfanilamida, un medicament derivat de la sulfonamida. Kelsey el va assistir en aquest projecte d'investigació, que va mostrar que les 107 morts van ser causades per l'ús de dietilenglicol com a dissolvent. Com a resultat, l'any següent, el Congrés dels Estats Units va aprovar la Llei Federal d'Aliments, Medicaments i Cosmètics de 1938. Aquest mateix any, Kelsey va completar amb èxit els seus estudis i va obtenir un doctorat en Farmacologia a la Universitat de Chicago el 1938. El seu treball per Geiling es va relacionar amb el seu interès en els teratògens -els fàrmacs que causen malformacions congènites -.

### Inici de la seva carrera i matrimoni
En acabar el seu doctorat, es va unir al cos de professorat de la Universitat de Chicago. El 1942, igual que molts altres farmacòlegs, Kelsey buscava una cura sintètica per a la malària. Com a resultat d'aquests estudis, va aprendre que alguns fàrmacs són capaços de travessar la barrera placentària, aquest fet seria de gran influència en les seves futures decisions. Entretant va conèixer al també membre de la facultat, el doctor Ellis Fremont Kelsey, amb qui es va casar el 1943.
El 1950 va obtenir el doctorat en Medicina de la Universitat de Chicago i va complementar l'ensenyament amb el treball durant dos anys com a editora associada de la revista Journal of the American Medical Association. Va deixar Chicago el 1954, quan va decidir acceptar el lloc de professora de Farmacologia de la Universitat de Dakota del Sud, i es va mudar amb el seu marit i les seves dues filles a Vermillion, Dakota del Sud, on va ensenyar fins 1957.

## Treball a la FDA i la talidomida

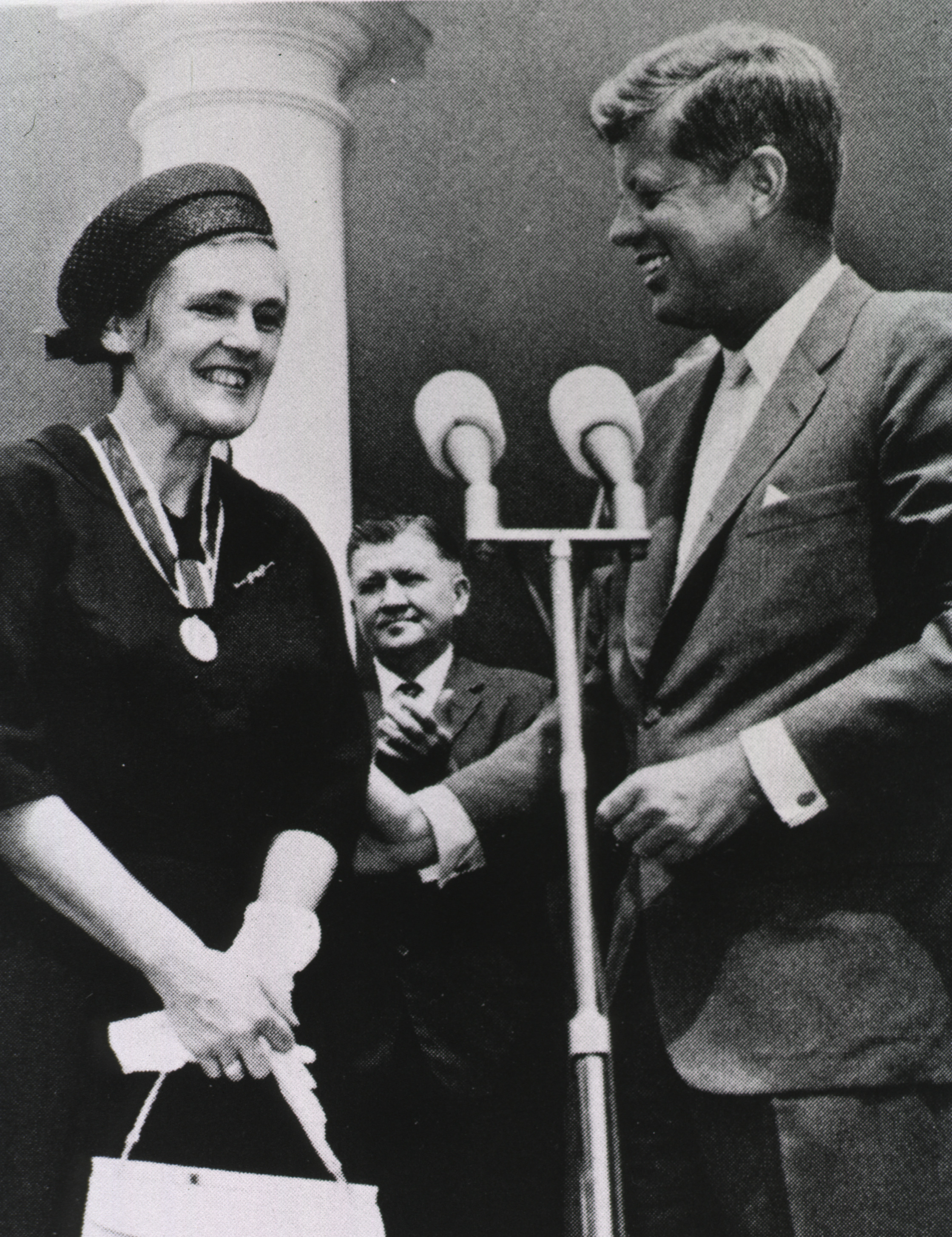
1962: Frances Kathleen Oldham Kelsey rebent el President's Award for Distinguished Federal Civilian Service (reconeixement dels Estados Unidos a civils que presten els seus sereveia al govern) del presidente John F. Kennedy.

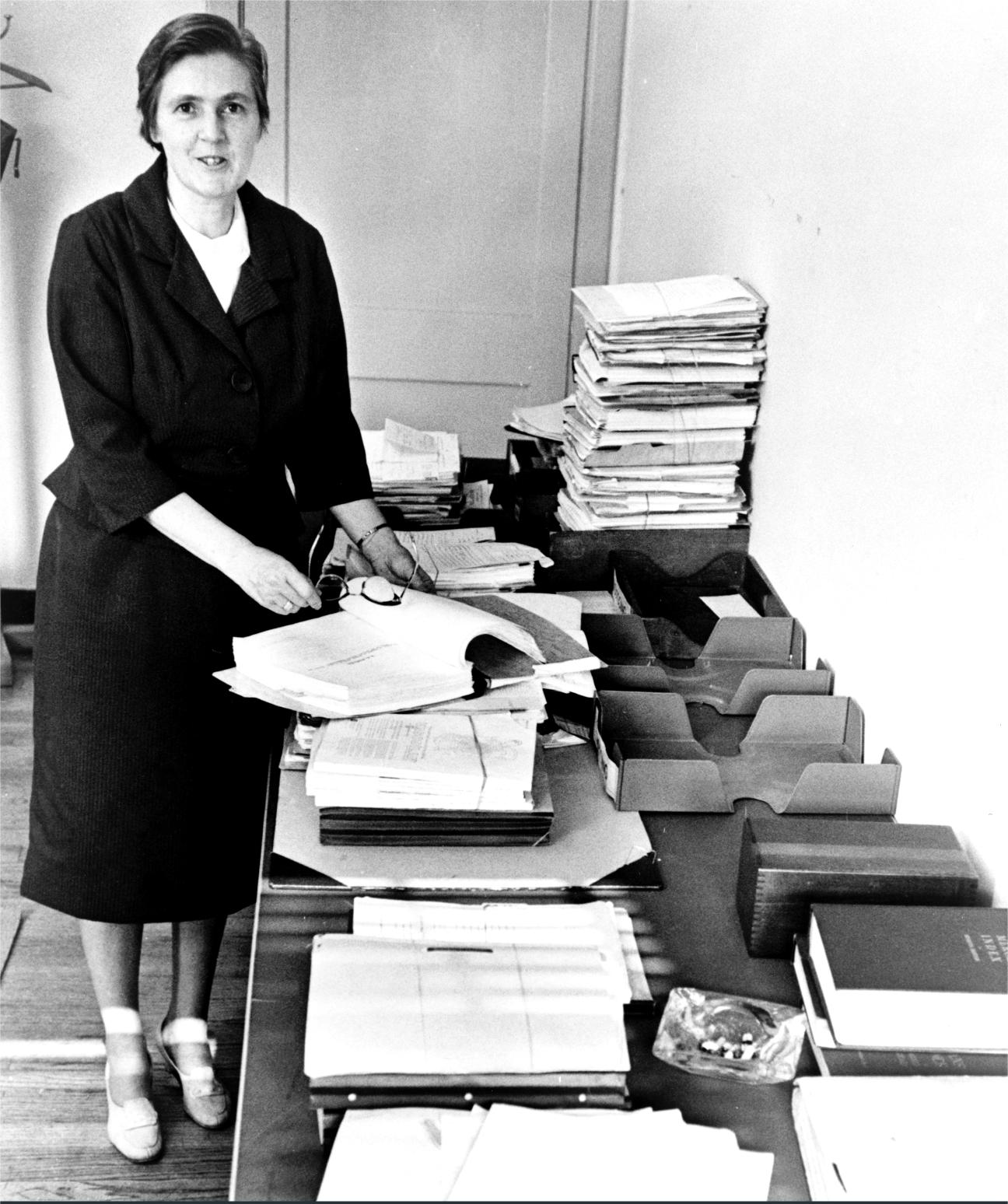
Frances O. Kelsey als anys 60 a la FDA

El 1960, va ser contractada per la FDA a Washington, D.C. En aquest moment, «era un dels set únics metges a temps complet i entre els quatre a temps parcial, encarregats de la revisió de medicaments». Una de les seves primeres tasques a la FDA va ser revisar la sol·licitud presentada per Richardson Merrell per llançar al mercat nord-americà la talidomida (sota el nom comercial de Kevadon), com a tranquil·litzant i calmant, amb la indicació específica de prescriure el medicament a les dones embarassades en cas de malestars matutins. Tot i que havia estat aprovat en més de vint països europeus i africans, 12 es van negar a autoritzar el medicament i va exigir més estudis; i malgrat la pressió del fabricant per obtenir l'aprovació, va insistir a sol·licitar informació addicional per explicar un estudi clínic anglès, aparegut a la secció de cartes a la redacció del British Medical Journal, que va documentar un efecte secundari sobre el sistema nervios.
La seva insistència en què el medicament havia de ser completament analitzat abans de la seva aprovació va resultar dramàticament justificada, quan el naixement de nens deformes a Europa va ser vinculat a la ingestió de talidomida per les seves mares durant l'embaràs. Els investigadors van descobrir que la talidomida travessava la barrera placentària, causant greus defectes de naixement en els nadons, consistents en absència total o parcial de les extremitats: en molts casos tenien tres dits a cada mà o peu, com si es tractés d'aletes, i aquests naixien directament de les espatlles, genolls o ingles. Mesos més tard es va comprovar que hi va haver més de 10.000 nens afectats en 46 països.
Va ser elogiada a la primera pàgina de The Washington Post com una heroïna, per evitar una tragèdia similar als Estats Units. Morton Mintz, autor de l'article del Washington Post, va dir: « Kelsey [ ... ] va impedir el naixement de centenars o fins i tot milers de nens sense braços ni cames ». La indignació del públic es va encendre ràpidament i les reformes a la regulació de les proves de medicaments van ser aprovades per unanimitat al Congrés uns mesos més tard. Aquestes reformes van demandar « límits més estrictes per a les proves i distribució de nous medicaments » per evitar problemes similars.
L'esmena va reconèixer també, per primera vegada, que « l'eficàcia hauria de ser establerta abans de la seva comercialització ». Es va exigir a més obtenir un consentiment informat dels pacients que participaven en proves clíniques i que les reaccions adverses es comuniquessin a la FDA.
Com a resultat del seu bloqueig a l'aprovació de la talidomida als Estats Units, el president John F. Kennedy li va atorgar el 1962 el reconeixement President 's Award for Distinguished Federal Civilian Service, màxim guardó honorífic concedit pel govern nord-americà a un empleat civil, convertint-se en la segona dona a rebre'l. en la cerimònia de lliurament, el president va manifestar el seu reconeixement: «el seu excepcional judici en l'avaluació de la seguretat d'un nou fàrmac per a ús humà ha impedit una gran tragèdia de deformitats de naixement als Estats Units. A través de la seva alta capacitat i la ferma confiança en la seva decisió professional, ha fet una notable contribució a la protecció de la salut del poble nord-americà ».
Després de rebre el premi va continuar el seu treball a la FDA. Des d'allà va exercir un paper clau en l'elaboració i aplicació de les esmenes de 1962. També es va convertir en responsable de dirigir la vigilància de les proves de medicaments en la FDA.
Finalment es va jubilar el 2005, als noranta anys, després de 45 anys de servei.

## Últims anys

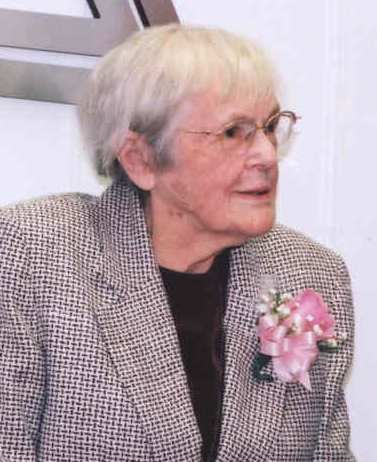
Frances Oldham Kelsey el 2006

El 2005, la FDA va honrar a Kelsey atorgant-li el seu nom a un dels seus premis anuals. A l'anunci dels premis, el director del centre, Steven K. Galson, va dir: «Estic molt content d'haver establert el Dr. Frances O. Kelsey Drug Safety Excellence Award i reconèixer els primers receptors pels seus destacats èxits en aquest important aspecte del reglament de fàrmacs ».
Kelsey va esdevenir centenària al juliol de 2014, i poc després, a la tardor d'aquest any, es va mudar de Washington, D.C. per viure amb la seva filla a London, Ontario.
El juny de 2015, quan se li va atorgar l'Ordre del Canadà, Mercedes Benegbi, líder del Thalidomide Victims Association of Canada i víctima de la talidomida, va elogiar la doctora Kelsey per demostrar la seva força i valentia en negar-se a cedir a la pressió dels funcionaris de les companyies farmacèutiques i va afirmar: «Per a nosaltres, sempre va ser la nostra heroïna, encara que el que va fer va succeir en un altre país».
Kelsey va morir el 7 d'agost de 2015 a London, Ontario, a l'edat de 101 anys, menys de 24 hores després que la tinent governadora d'Ontario, Elizabeth Dowdeswell, la visités per lliurar-li la insígnia de membre de l'Ordre del Canadà per la seva tasca per bloquejar la talidomida.